# 菲盖拉-杜斯卡瓦莱鲁什
菲盖拉-杜斯卡瓦莱鲁什是葡萄牙贝雅区的一个堂区。总面积163.78平方公里，总人口1513人，人口密度9.3人/平方公里。